# 六輔渠
六輔渠又名六渠、輔渠，是中國的古灌渠，漢武帝年間建成。
武帝元鼎六年（前111年），左內史倪寬奏開六輔渠，“定《水令》以廣溉田”，朝廷遂于鄭國渠上流南岸，開鑿開六條小渠，故稱六輔渠。